# Kaech'ŏn
Kaech'ŏn (/kɛ.tsʰʌn/) est une ville localisée dans la province du Pyongan du Sud, en Corée du Nord. La ville comptait 336 000 habitants en 1991. Les ressources en eau son abondantes et de nombreux réservoirs sont localisés à Kaechon. Les sites touristiques à Kaechon incluent la caverne de Songam, le temple Taeripsa et les forteresses de Changhamsŏng, entre autres.

## Géographie
Les monts Myohyangsan, Changansan, Ch'ŏnsŏngsan et Ch'ŏngryongsan se situent à Kaechon. Le plus grand pic est Paekt'apsan. Les fleuves les plus importants longeant la ville incluent ceux du Ch'ŏngch'ŏn et du Taedong. 61 % de la ville est composée de forêt.

## Prisons
Il existe deux grandes prisons à Kaechon, connues pour leurs conditions déplorables. La première, le centre de détention No. 14, est une prison localisée à 20 km au sud-est de la ville. Shin Dong-hyuk est né dans ce camp, y a été torturé, et a vu son frère et sa mère exécutés avant de pouvoir s'échapper. La deuxième, le prison de Kaechon, est une prison fondée à 2,5 km au sud-est du centre-ville. Lee Soon-ok y a été emprisonnée six ans.

## Historique des députations de la circonscription de Kaech'ŏn (95e)
- XIème législature (2003-2009) : Kye Young Sam (Hangeul:계영삼)
- XIIème législature (2009-2014) : Han Chul (Hangeul: 한 철 Hanja:韓 鐵)
- XIIIème législature (2014-2019) : Kim Keum Suk (Hangeul: 김금숙)